# 泰爾馬希夫卡
泰爾馬希夫卡（羅馬化：Termakhivka）是位於烏克蘭北部基辅州的村莊，由维什霍罗德区的伊萬基夫市鎮管轄。該村處於韋列斯尼亞河畔，始建於1600年，面積3平方公里，海拔高度160米，2001年人口534人。